# Emma Morano

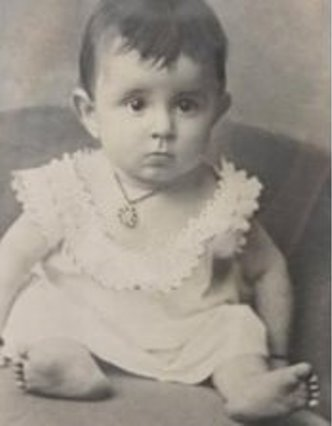
Emma Morano als Baby (1900)

Emma Martina Luigia Morano-Martinuzzi (* 29. November 1899 in Civiasco, Provinz Vercelli; † 15. April 2017 in Pallanza, Provinz Verbano-Cusio-Ossola) war eine italienische Supercentenarian. Seit Mai 2016 war sie die älteste lebende Person der Welt und der letzte lebende Mensch, der nachweislich vor dem Jahre 1900 geboren wurde.

## Leben
Morano wurde im November 1899 im norditalienischen Dorf Civiasco im Piemont als ältestes von acht Kindern von Giovanni Morano und Matilde Bresciani geboren.
Nachdem zu Beginn des Ersten Weltkrieges ihr Vater erblindete, begann sie bereits als 14-Jährige zu arbeiten. Da ihr Verlobter nicht aus dem Krieg zurückgekommen war, heiratete Morano 1926 einen anderen und bekam ein Kind, das jedoch kurz nach der Geburt starb. 1938 verließ sie ihren gewalttätigen Ehemann und lebte seitdem allein in einer Wohnung in Pallanza, einem Ortsteil der Stadt Verbania am Lago Maggiore. In ihren letzten Lebensjahren war sie zwar schwerhörig und sah nicht mehr gut, konnte aber noch kürzere Strecken gehen und war auch geistig auf der Höhe. Ihr Hausarzt erklärte, sie sei in guter Verfassung und nehme auch keine Medizin. An ihrem 116. Geburtstag sang sie für ihre Gäste ein Ständchen.
Morano schrieb ihre Langlebigkeit der Angewohnheit zu, seit ihrem 20. Lebensjahr jeden Tag zwei rohe Eier zu essen, da ein Arzt ihr die Eier als Mittel gegen ihre Anämie empfohlen hatte. Seit dem Tod der US-Amerikanerin Susannah Mushatt Jones am 12. Mai 2016 galt Morano-Martinuzzi, die an diesem Tag 116 Jahre und 165 Tage alt war, offiziell als der älteste lebende Mensch, was am 16. Mai 2016 vom Guinness-Buch der Rekorde bestätigt wurde. Sie gehörte zum Zeitpunkt ihres Todes am 15. April 2017 zu einem Kreis von 15 Personen, die das 116. Lebensjahr, und von lediglich sechs Personen, die das 117. Lebensjahr vollendet hatten.
Auch andere Mitglieder ihrer Familie waren langlebig. So wurden ihre Mutter, eine Tante und einige ihrer Geschwister um die 90 Jahre alt. Ihre Schwester Angela Morano starb 2011 im Alter von 102 Jahren.
Morano starb am 15. April 2017 im Alter von 117 Jahren in ihrem Zuhause in Pallanza. Nach ihrem Tod wurde die Jamaikanerin Violet Brown (1900–2017) die älteste lebende Person der Welt.

## Mediale Rezeption
- Piemonte, la più anziana del mondo (Rai, 13. Mai 2016)[7]

## Auszeichnungen
- Am 23. Dezember 2011 wurde Emma Morano mit dem Ritterkreuz des Verdienstordens der Italienischen Republik ausgezeichnet.[8]